# Pyura arenosa
Pyura arenosa är en sjöpungsart som först beskrevs av William Abbott Herdman 1882.  Pyura arenosa ingår i släktet Pyura och familjen lädermantlade sjöpungar. Inga underarter finns listade i Catalogue of Life.